# Ephestris melaxantha
Ephestris melaxantha là một loài bướm đêm thuộc phân họ Arctiinae, họ Erebidae.